# Paweł Łączkowski
Paweł Julian Łączkowski (ur. 31 lipca 1942 w Kielcach) – polski prawnik, nauczyciel akademicki i polityk. Poseł na Sejm X, I i III kadencji (1989–1993, 1997–2001), w latach 1992–1993 wiceprezes Rady Ministrów w rządzie Hanny Suchockiej.

## Życiorys
Ukończył w 1966 studia prawnicze na Wydziale Prawa Uniwersytetu im. Adama Mickiewicza w Poznaniu, następnie uzyskał stopień doktora z zakresu socjologii. Był pracownikiem naukowym w Polskiej Akademii Nauk.
W 1980 wstąpił do Niezależnego Samorządnego Związku Zawodowego „Solidarność”. Do 1989 pracował jako kierownik pracowni w Centralnym Ośrodku Oświaty i Postępu w Rolnictwie. W wyborach tego roku został posłem na Sejm X kadencji z ramienia Komitetu Obywatelskiego, w 1991 został wybrany do Sejmu I kadencji z listy Partii Chrześcijańskich Demokratów. Zajmował stanowisko wicepremiera w rządzie Hanny Suchockiej, w tym okresie przewodniczył Komitetowi Społeczno-Ekonomicznemu przy Radzie Ministrów.
Od 1992 do 1999 pełnił funkcję przewodniczącego PChD, zaś w latach 1999–2002 należał do liderów Porozumienia Polskich Chrześcijańskich Demokratów. Po raz trzeci zasiadał w Sejmie od 1997 do 2001, będąc posłem z listy Akcji Wyborczej Solidarność z okręgu poznańskiego. Przewodniczył Komisji Regulaminowej i Spraw Poselskich. W 2001 bez powodzenia ubiegał się o reelekcję, po czym wycofał się z bieżącej działalności politycznej.
Członek Poznańskiego Towarzystwa Przyjaciół Nauk, objął funkcję przewodniczącego Komisji Socjologicznej PTPN. Pracował w Instytucie Wschodnim Uniwersytetu im. Adama Mickiewicza w Poznaniu, Collegium Polonicum w Słubicach oraz Szkole Wyższej im. Bogdana Jańskiego w Warszawie.
Brat Wojciecha Łączkowskiego.

## Odznaczenia
- Krzyż Oficerski Orderu Odrodzenia Polski (2011)[1]
- Krzyż Wolności i Solidarności (2020)[2].